# 安保庸三
安保 庸三（あぼ ようぞう、1865年 3月13日（元治2年2月16日）– 1942年（昭和17年）5月16日）は、明治から昭和期の実業家、政治家。衆議院議員、三重県会議長。旧姓・四方。

## 経歴
伊勢国飯高郡、のちの三重県飯南郡松阪町（現松阪市）で、四方梅次郎の長男として生まれ、1884年（明治17年）安保ひさ の養子となり家督を相続した。明治法律学校で学んだ。
才賀藤吉の指導を受けて松阪電気を設立し、のち社長に就任。その他、松阪鉄道社長、勢和自動車社長、南勢新聞社長、松阪共産取締役、三重出版取締役、三重県農工銀行監査役、松阪劇場監査役などを務めた。
政界では、松阪町会議員、飯南郡会議員、三重県会議員、同議長などを務めた。1924年（大正13年）5月の第15回衆議院議員総選挙に三重県第7区から出馬して当選し、立憲政友会に所属して衆議院議員に1期在任した。

## 脚註
1. 1 2 3 4 5 6 7 8  『20世紀日本人名事典 あ-せ』92頁。
2. 1 2 3 4 5 6 7 8  『日本人名大辞典』71頁。
3. 1 2 3 4  『議会制度百年史 - 衆議院議員名鑑』2頁。
4. 1 2 3 4  『日本政治史に残る三重県選出国会議員』113頁。
5. 1 2 3  『衆議院議員略歴』343頁。
6. 1 2 3 4 5  『人事興信録 第7版』あ1頁。